# Makgadikgadi (jezioro)
Makgadikgadi – wyschnięte jezioro, które istniało niegdyś na obszarze pustyni Kalahari w Botswanie. Zajmowało prawdopodobnie powierzchnię 80 tys. km² i miało głębokość 30 m. Uchodziły do niego rzeki Okawango, Zambezi i Cuando. Jezioro zaczęło wysychać ok. 10 tys. lat temu.
Współcześnie pozostałościami tego jeziora są liczne bagna (m.in. Makarikari czy w delcie Okawango), solniska (solnisko Makgadikgadi) oraz niewielkie jeziora (np. Ngami).
W 2009 roku naukowcy z Uniwersytetu w Oxfordzie odkryli na dnie dawnego jeziora olbrzymie (30 cm) pięściaki.